# 하득인
하득인(河得麟, 1966년 10월 9일 ~ )은 전 KBO 리그 태평양 돌핀스와 현대 유니콘스의 선수이다. 충암고-원광대를 졸업하고 1989년 OB 베어스에 지명됐지만 입단하지 않고 실업야구팀 포항제철에 입단했으며 대학동기이며 절친한 친구인 정명원 선수의 권유로 드래프트를 통해 프로에 입단 정선수가 소속되어 있었던 태평양 돌핀스에 지명받는다.
2루수였던 하득인은 공격력이 특히 돋보이는 선수로 왼손투수에 유독 강한 모습을 보이며 활약하였으나 아쉽게도 길지 않은 프로 무대를 뒤로하고 97시즌을 끝으로 은퇴를 하게 된다. 은퇴 후 근황은 미국 이민을 갔다.

## 통산기록
| 연도   | 팀명   | 타율  | 경기 | 타수 | 득점 | 안타 | 2루타 | 3루타 | 홈런 | 루타 | 타점 | 도루 | 볼넷 |
| ------ | ------ | ----- | ---- | ---- | ---- | ---- | ----- | ----- | ---- | ---- | ---- | ---- | ---- |
| 1994년 | 태평양 | 0.266 | 45   | 79   | 7    | 21   | 3     | 1     | 0    | 26   | 9    | 1    | 5    |
| 1995년 | 태평양 | 0.230 | 94   | 265  | 24   | 61   | 16    | 0     | 6    | 95   | 40   | 3    | 24   |
| 1996년 | 현대   | 0.230 | 96   | 204  | 16   | 47   | 7     | 0     | 0    | 54   | 17   | 3    | 11   |
| 1997년 | 현대   | 0.244 | 91   | 131  | 12   | 32   | 9     | 1     | 5    | 58   | 29   | 1    | 20   |
| 통산   |        | 0.237 | 326  | 679  | 59   | 161  | 35    | 2     | 11   | 233  | 95   | 8    | 60   |